# Eupodes halophilus
Eupodes halophilus is een mijtensoort uit de familie van de Eupodidae. De wetenschappelijke naam van de soort is voor het eerst geldig gepubliceerd in 1920 door Halbert.